# Büzmeýin FK
Büzmeýin FK (turkm. «Büzmeýin» futbol kluby) – turkmeński klub piłkarski, mający siedzibę w dzielnicy Abadan w północno-zachodnim Aszchabadzie, stolicy kraju.
W latach 1992–1998 występował w Ýokary Liga.

## Historia
Chronologia nazw:
- 1970: Tsementçi Büzmeýin (ros. «Цементник» Безмеин)
- 1992: Sport Büzmeýin (ros. «Спорт» Безмеин)
- 1993: Büzmeýin FK (ros. ФК «Безмеин»)

Piłkarski klub Tsementçi Büzmeýin został założony w miejscowości Büzmeýin w 1970 roku. Zespół występował w rozgrywkach amatorskich. W 1970 i 1971 zdobył Puchar, a w 1973 mistrzostwo Turkmeńskiej SRR.
W 1992 jako Sport Büzmeýin debiutował w pierwszych niepodległych rozgrywkach Wyższej Ligi Turkmenistanu. Zajął 5.miejsce w końcowej klasyfikacji. W 1993 zmienił nazwę na Büzmeýin FK i zdobył srebrne medale mistrzostw. W sezonie 1997/98 zajął najpierw 4.miejsce w rundzie wstępnej, a potem w grupie mistrzowskiej uplasował się na szóstej pozycji z 8 drużyn. Jednak w następnym roku nie przystąpił do rozgrywek i został rozformowany.
W 2003 miasteczko zmieniło nazwę na Abadan, a w 2013 roku zostało wydzielone z wilajetu achalskiego i włączone do Aszchabadu jako etrap (jednostka administracyjna drugiego rzędu).

## Sukcesy

### Trofea międzynarodowe
Nie uczestniczył w rozgrywkach azjatyckich (stan na 31-05-2015).

### Trofea krajowe
Turkmenistan
| \| \| Zdobyte trofea w rozgrywkach Turkmenistanu (stan na: 31-12-2015) \| |                                                                  |      |            |
| Rozgrywki                                                                 | Osiągnięcie                                                      | Razy | Sezon(y)   |
| Mistrzostwo                                                               | I miejsce                                                        | 0    |            |
| Mistrzostwo                                                               | II miejsce                                                       | 1    | 1993       |
| Mistrzostwo                                                               | III miejsce                                                      | 0    |            |
| Puchar                                                                    | zdobywca                                                         | 0    |            |
| Puchar                                                                    | finalista                                                        | 0    |            |
| Puchar                                                                    | półfinalista                                                     | 2    | 1993, 1994 |
| II liga                                                                   | I miejsce                                                        | 0    |            |
| II liga                                                                   | II miejsce                                                       | 0    |            |
| II liga                                                                   | III miejsce                                                      | 0    |            |
| Turkmenistan                                                              | Zdobyte trofea w rozgrywkach Turkmenistanu (stan na: 31-12-2015) |      |            |

ZSRR
- Mistrzostwo Turkmeńskiej SRR:
  - mistrz: 1973
- Puchar Turkmeńskiej SRR:
  - zdobywca (2x): 1970, 1971

## Stadion
Klub rozgrywał swoje mecze domowe na stadionie Sport toplumy dzielnicy Abadan w północno-zachodnim Aszchabadzie, który może pomieścić 10 000 widzów.

## Piłkarze
Znani piłkarze:
- Sergeý Kazakow
- Amangylyç Koçumow

## Trenerzy
...
- 1996–1998:  Said Seýidow